# Morgins
 (août 2015).
Si vous disposez d'ouvrages ou d'articles de référence ou si vous connaissez des sites web de qualité traitant du thème abordé ici, merci de compléter l'article en donnant les références utiles à sa vérifiabilité et en les liant à la section « Notes et références ».
Morgins est une station de montagne des Alpes suisses dans le canton du Valais. Sa commune administrative est Troistorrents.
Station village, Morgins fait partie des stations suisses de la vallée d'Illiez, membres du domaine skiable international des Portes du Soleil, situé entre France (Haute-Savoie) et Suisse (vallée d'Illiez et Torgon).

## Localisation
Située à 1 350 mètres d'altitude, Morgins fait partie du domaine skiable des Portes du Soleil. Le village situé dans le Val de Morgins vit principalement des activités touristiques.
Du côté suisse, on y accède principalement via le val d'Illiez à partir de Troistorrents. Le pas de Morgins (1 369 m), un col de moyenne altitude sur la frontière franco-suisse, permet d'atteindre la station française de Châtel.
Morgins est aussi connu pour sa source d'eau ferrugineuse localement appelée « l'eau rouge ».
La station de ski est composée de quatre secteurs :
- Le Corbeau : liaisons avec Châtel - Super-Châtel (France), Torgon (Suisse) permettant un accès direct à la station voisine de Châtel et la réalisation d'un circuit autour du domaine.
- La Foilleuse : liaison avec Champoussin (Suisse) qui donne accès aux stations suisses voisines et permet de parcourir le domaine de la Vallée d'Illiez.
- Champoussin (en partie sur le territoire de Val-d'Illiez) : liaisons avec Les Crosets, Champéry (Suisse), toujours dans la Vallée d'Illiez.
- Géant, pour skieurs débutants, adapté à un apprentissage ludique dans un espace sécurisé.

## Histoire

Photo aérienne (1964)

Dans les années 1950, la construction des premiers télésièges de la Foilleuse et des Têtes permettent l'aménagement des secteurs du même nom (Corbeau et Foilleuse). Les années 1960 voient la construction des téléskis des Bochasses, de la Combe et des Crêtes, qui permettent à leur tour de développer les secteurs skiables de la station en apportant aux skieurs des infrastructures supplémentaires. À partir de 1970 débute la réalisation des premières liaisons entre les stations des Portes du Soleil, et c'est en 1977 qu'est inauguré le télésiège de la Pointe de l'Au (fixe, deux places)
En 1983 est ensuite inauguré le nouveau télésiège de la Foilleuse (v2), un débrayable trois places qui vient augmenter le débit de la remontée mécanique et faciliter l'accès aux pistes. Quatre ans plus tard, en 1987, c'est au tour du télésiège des Têtes (v2) de recevoir un coup de jeune en se transformant en un télésiège fixe de quatre places. C'est également l'année du réaménagement du secteur Corbeau. Suivront, en 1988 et 1989, l'inauguration du télésiège de l'Aiguille des Champeys (fixe, quatre places) ainsi que du télésiège de La Chaux (fixe, quatre places).
Plus tard, en 2012, le Conseil d’État valaisan ratifie la planification globale du versant suisse des Portes du Soleil, conduisant à l'inauguration du nouveau télésiège des Bochasses (débrayable à grande vitesse, six places, longueur : 1 666 m, dénivellation : 380 m). Cette installation remplace les trois anciens téléskis des Bochasses, de la Combe et des Crêtes. Enfin, en 2013 la station inaugure le nouveau télésiège de la Pointe de l'Au (v2) (fixe, quatre places).

## Monuments et édifices
- L'église de Morgins est de style baroque savoyard et rustique suisse. Devant elle est édifié en 2000 un carillon pour la paix dans le monde.

## Personnalités liées à la commune
- Didier Défago, champion olympique de descente aux J.O de Vancouver (2010) et vainqueur des courses de Kitzbühel (AUT) et de Wengen (SUI) en 2009 pour un doublé sur deux des épreuves de descente, Val Gardena (ITA) en 2002 (descente), Bormio (ITA) en 2011 (descente) et Kitzbühel à nouveau, en 2014 (Super G) pour un total de 5 victoires en coupe du monde.
- Joël Gaspoz, vainqueur de la Coupe du Monde de Slalom Géant en 1986 et 1987,
- Martial Donnet, victoire en Coupe du Monde Slalom 1978,
- Yannick Ecoeur (en), vainqueur de la Patrouille des Glaciers avec un nouveau record,
- Guillaume Nantermod, champion du monde en snowboardcross.
- Philippe Nantermod, conseiller national PLR élu en 2015

## Événements

### Été
- Inalpe de l'alpage de They
- L'iXS Swiss Downhill Cup[2], course de vélo de descente sur les pistes de Morgins
- Pass'Portes du Soleil MTB[3], randonnée de 80 km autour du domaine des Portes du Soleil.
- Salon de la Santé par les Plantes, événement créé en 2012 et regroupant des exposants et conférenciers chaque premier weekend de juillet.
- Marchés morginois, organisés chaque samedi par les commerçants de la station[4], sur la Place du Village.
- Festival de Magie[5],
- Fête Nationale Suisse avec la "Veillée de la Fête Nationale"[6].

### Hiver
- Morgins Yannick Ecoeur Trophy,
- Rallye du Goût,
- Morgins Free Session,
- C'est l'Hiver ! Morgins Festival,
- Rock the Pistes Festival Portes du Soleil,
- Famigros Ski Day
- 7 Peaks Riverstyle (2016-2020)
- Salon de l'Habitat Cœur de Chalet
- Exposition Eau fil de l'art.

## Galerie

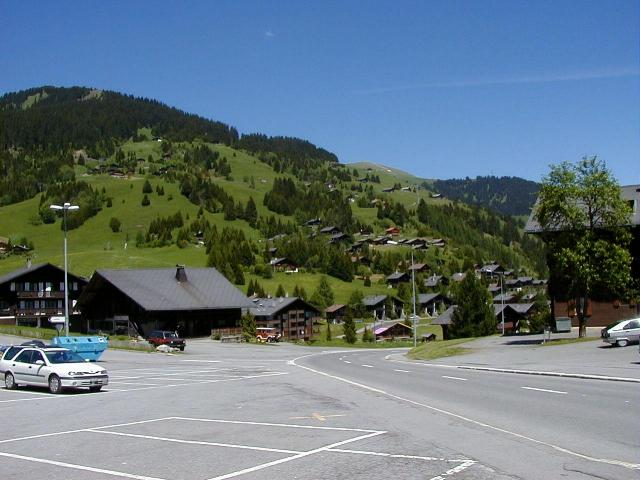
Vue sur le Corbeau, les Têtes, le Sépaz
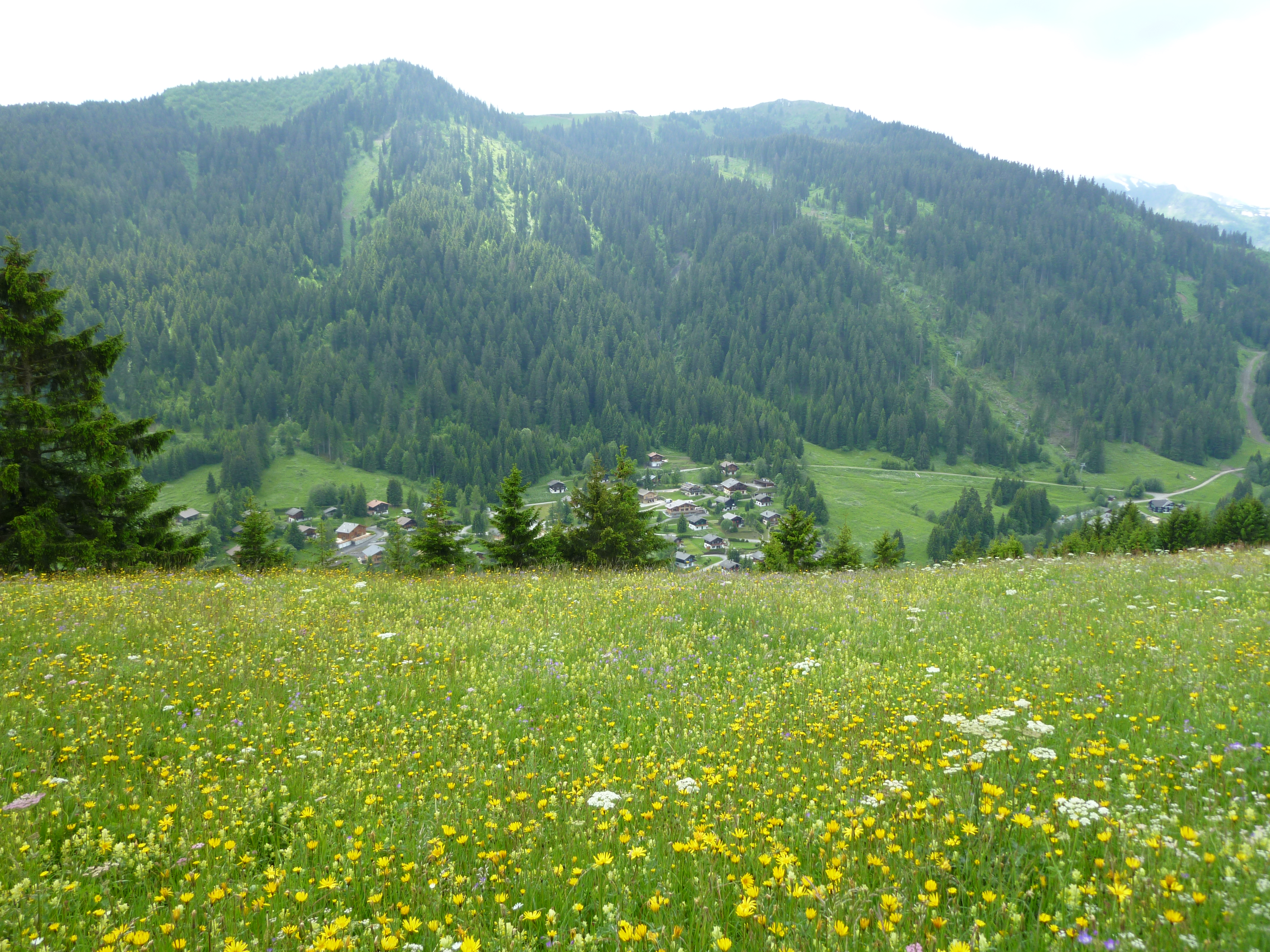
Morgins, vue depuis le chemin de Sépaz